# Лодердейл (округ, Алабама)
Шаблон:StateAbbr_ 34°53′57″ пн. ш. 87°39′01″ зх. д. / 34.899166666667° пн. ш. 87.650277777778° зх. д.
 Лодердейл (англ. Lauderdale County) — округ (графство) у штаті Алабама. Ідентифікатор округу 01077.

## Історія
Округ утворений 1818 року.

## Демографія
За даними перепису 2000 року
загальне населення округу становило 87966 осіб, зокрема міського населення було 42476, а сільського — 45490.
Серед мешканців округу чоловіків було 42081, а жінок — 45885. В окрузі було 36088 домогосподарств, 25163 родин, які мешкали в 40424 будинках.
Середній розмір родини становив 2,89.
Віковий розподіл населення поданий у таблиці:
| Стать    | До 15 років | 15-21 | 22-29 | 30-39 | 40-49 | 50-65 | 65-85 | Понад 85 |
| -------- | ----------- | ----- | ----- | ----- | ----- | ----- | ----- | -------- |
| Чоловіки | 8516        | 4452  | 4474  | 5994  | 6258  | 7047  | 4925  | 415      |
| Жінки    | 8228        | 4537  | 4605  | 6250  | 6653  | 7711  | 6846  | 1055     |

## Суміжні округи
- Вейн, Теннессі — північ
- Лоуренс, Теннессі — північ
- Джайлс, Теннессі — північний схід
- Лаймстоун — схід
- Лоуренс — південний схід
- Колберт — південь
- Тішомінґо — захід
- Гардін, Теннессі — північний захід

## Виноски
1. ↑  U.S. Decennial Census. United States Census Bureau. Архів оригіналу за 19 липня 2018. Процитовано 22 серпня 2015.
2. ↑  Historical Census Browser. University of Virginia Library. Архів оригіналу за 11 серпня 2012. Процитовано 22 серпня 2015.
3. ↑  Forstall, Richard L., ред. (24 березня 1995). Population of Counties by Decennial Census: 1900 to 1990. United States Census Bureau. Архів оригіналу за 24 вересня 2015. Процитовано 22 серпня 2015.
4. ↑  Census 2000 PHC-T-4. Ranking Tables for Counties: 1990 and 2000 (PDF). United States Census Bureau. 2 квітня 2001. Архів оригіналу (PDF) за 18 грудня 2014. Процитовано 22 серпня 2015.
5. ↑  State & County QuickFacts. United States Census Bureau. Архів оригіналу за 24 червня 2011. Процитовано 16 травня 2014.(англ.) Наведено за англійською вікіпедією.
6. ↑  American FactFinder. Бюро перепису населення США. Архів оригіналу за 26 лютого 2012. Процитовано 31 січня 2008.